# Clubs Are Trump
Clubs Are Trump é um filme mudo em curta-metragem norte-americano de 1917, do gênero comédia, estrelado por Harold Lloyd.

## Elenco
- Harold Lloyd - O garoto
- Snub Pollard
- Bebe Daniels
- Gilbert Pratt
- Fred C. Newmeyer
- Billy Fay
- Bud Jamison

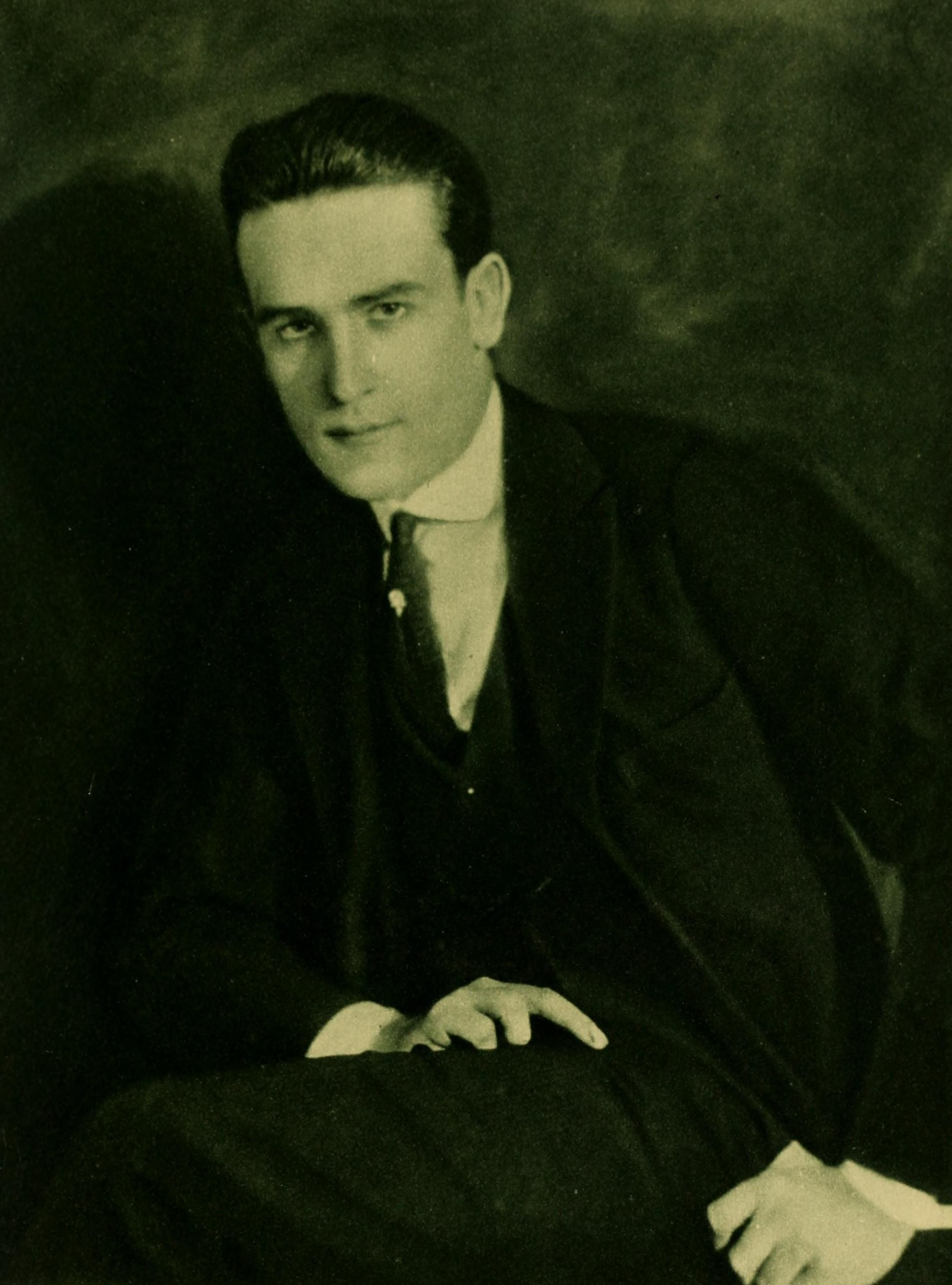
Harold Lloyd

- Charles Stevenson - (como Charles E. Stevenson)
- Sammy Brooks
- David Voorhees
- Virginia Baynes
- Ruth Rowan
- Grace McLernon
- Ruth Churchill